# 牟定文庙
牟定文庙，即楚雄府定远县文庙，位于云南省楚雄州牟定县共和镇文庙街23号，始建于明嘉靖二十六年（1548年），清光绪三、四年（1864、1865年）重修。现存大成门、大成殿、两庑，以及重建的泮池。大成殿坐北向南，五开间，重檐歇山顶建筑。1993年11月16日公布为第四批云南省文物保护单位。